# Holding Onto Heaven
«Holding Onto Heaven» —en español «Aferrarse al Paraiso» es una canción de la cantante y compositora Británica Foxes. La canción fue lanzada como descarga digital en el Reino Unido el 4 de mayo de 2014.

## Videoclip
Con el fin de promover Holding Onto Heaven, Foxes dio a conocer un video musical, que ascendió a 3 minutos 31 segundos de longitud. El vídeo comienza con ella jugando con una caja de música. Mientras ella se levanta de la mesa, se revela que hay dos versiones diferentes de una misma fiesta: Uno de ellos es sombrío y lento y el otro que es animado y feliz como todo el mundo baila a la canción. Al final, resulta que todo había sido su imaginación donde Foxes termina con la misma caja de música desde el principio.

## Recepción de la crítica
PopCrush le dio un cinco de cinco estrellas con afirmar que, Holding Onto Heaven es una canción de baile estimulante que no se siente como un banger EDM ... y eso es que es la mejor calidad!" continuando con "Aun así, las ranuras, ritmos y melodías brillantes todavía encontrar su camino en la sangre y el cuerpo, y que obligan a sólo bailar". Idolator mientras que le da revisión positiva con afirmar que, "No es tan colosal como Clarity o Youth, pero aun así sigue una fórmula de calidad: sintetizadores Twinkly dejes caer en un coro que se estrella y se eleva, con grandes voces del coro, "Heaven" tiene un bonito, la calidad en estampida que lo hace compulsivamente reproducible.

## Lista de canciones
| Descarga Digital - Single |                       |          |  |
| N.º                       | Título                | Duración |  |
| 1.                        | «Holding onto Heaven» | 3:31     |  |

| Descarga Digital - EP |                                                        |          |  |
| N.º                   | Título                                                 | Duración |  |
| 1.                    | «Holding Onto Heaven» ((Radio Edit))                   | 3:19     |  |
| 2.                    | «Holding Onto Heaven» ((The Chainsmokers Remix))       | 4:08     |  |
| 3.                    | «Holding Onto Heaven» ((Wideboys Remix))               | 6:53     |  |
| 4.                    | «Holding Onto Heaven» ((Kove Remix))                   | 4:15     |  |
| 5.                    | «Let Go for Tonight (BBC Radio 1 Live Lounge Version)» | 3:32     |  |

## Posicionamiento en listas
En la mitad de semana UK Singles Chart, el 7 de mayo de 2014, Holding Onto Heaven , debutó en el número 11.
| Listas (2014)                          | Mejor posición |
| -------------------------------------- | -------------- |
| Irlanda (IRMA)                         | 46             |
| Escocia (Scottish Singles Sales Chart) | 9              |
| Reino Unido (UK Singles Chart)         | 14             |
| Estados Unidos (Hot Dance Club Songs)  | 19             |